# 小沢昌博
小沢 昌博（おざわ まさひろ、1961年 -　）は日本の建築技術者であり、株式会社小澤建設の代表取締役。一級建築士、1級建築施工管理技士、1級土木施工管理技士を保持。

## 来歴
北海道帯広市に生まれる。北海道帯広工業高等学校を経て八戸工業大学を卒業した。
帯広建築工業協同組合理事長、北海道建築建築工事業組合連合会副理事長、十勝技能協会連合会会長、帯広地方職業能力開発協会副会長、帯広ロータリークラブ会長（2019年 -2020年）なども務めた。